# Итанос
Итанос (на гръцки: Ιτανος) е античен град и древно пристанище на източния край на остров Крит, Гърция. Неговите руини днес могат да се видят в т.нар. местност „Еримополис“ (в превод от гръцки „Изоставения град“), в дем Итанос.
Тектонските процеси тук са променили бреговата ивица и част от древния град днес се намира под морското равнище. Градът е разположен между два съседни хълма, на които са били издигнати двата акропола със светилища. Под контрола на Итанос се е намирала цялата източна част на остров Крит и често е имало спречквания със съседни полиси за зоните на влияние.
Херодот е първият древногръцки историк, който споменава Итанос, но неговото основаване датира от много по-стари времена. Градът процъфтява благодарение на активната търговия главно с Египет, както и на даренията принасяни в храма на Зевс в близкото Палекастро. Известно е, че поне на два пъти жителите на Итанос искат закрила от египетските фараони Птолемей II и Птолемей VI, които изпращат гарнизони в града. През 67 г. пр.н.е. Итанос е завладян от римляните, които му предоставят някои привилегии като напр. сеченето на собствени монети. По време на Византия градът е изоставен заради честите пиратски нападения и отново за кратко е обитаван през XVI в. по време на венецианското господство.
Руините на древния град са отворени за посещения. Има останки от основи на жилищни сгради, крепостните стени и християнски църкви.